# Pacé, Ille-et-Vilaine
Pacé (bretonska: Pazieg) är en kommun i departementet Ille-et-Vilaine i regionen Bretagne i nordvästra Frankrike. Kommunen ligger i kantonen Rennes-Nord-Ouest som tillhör arrondissementet Rennes. År 2022 hade Pacé 11 815 invånare.

## Befolkningsutveckling
Antalet invånare i kommunen Pacé
Referens:INSEE